# John Jensen
John Jensen (* 3. května 1965, Kodaň) je bývalý dánský fotbalista. Nastupoval většinou na postu záložníka. Měl přezdívku Faxe. V současnosti je trenérem klubu Fremad Amager.
S dánskou reprezentací vyhrál mistrovství Evropy roku 1992 Hrál též na evropském šampionátu 1988. Celkem za národní mužstvo odehrál 69 zápasů, v nichž vstřelil 4 góly.
S Arsenalem Londýn vyhrál Pohár vítězů pohárů 1993/94.
S Brøndby IF se stal sedmkrát mistrem Dánska (1985, 1987, 1988, 1990, 1995/96, 1996/97, 1997/98), jeden dánský titul získal i s Herfølge BK (1999/00). S Arsenalem vybojoval FA Cup (1992/93).
Roku 1987 byl vyhlášen dánským fotbalistou roku. Roku 2000 dánským trenérem roku.